# Бонґ
Бонґ (англ. Bong) — залізорудний комбінат на базі родовища залізних руд Бонґ-Рейндж в Ліберії, округ Салала. Видобуток руди розпочато 1965 року.

## Характеристика
Належить фірмі «Bong Mining». Включає кар'єр, збагачувальну фабрику, фабрики грудкування, залізницю, порт. Запаси руди (середній вміст Fe 38,7%) — 350 млн т.

## Технологія розробки
Розробка родовища ведеться відкритим способом. Продуктивність фабрикики 2,7 млн т концентрату для аґломерації і 7,5 млн т котунів на рік.